# Gekko taylori
Gekko taylori es una especie de gecos de la familia Gekkonidae.

## Distribución geográfica
Es endémica del centro de Tailandia.